# 우브스호

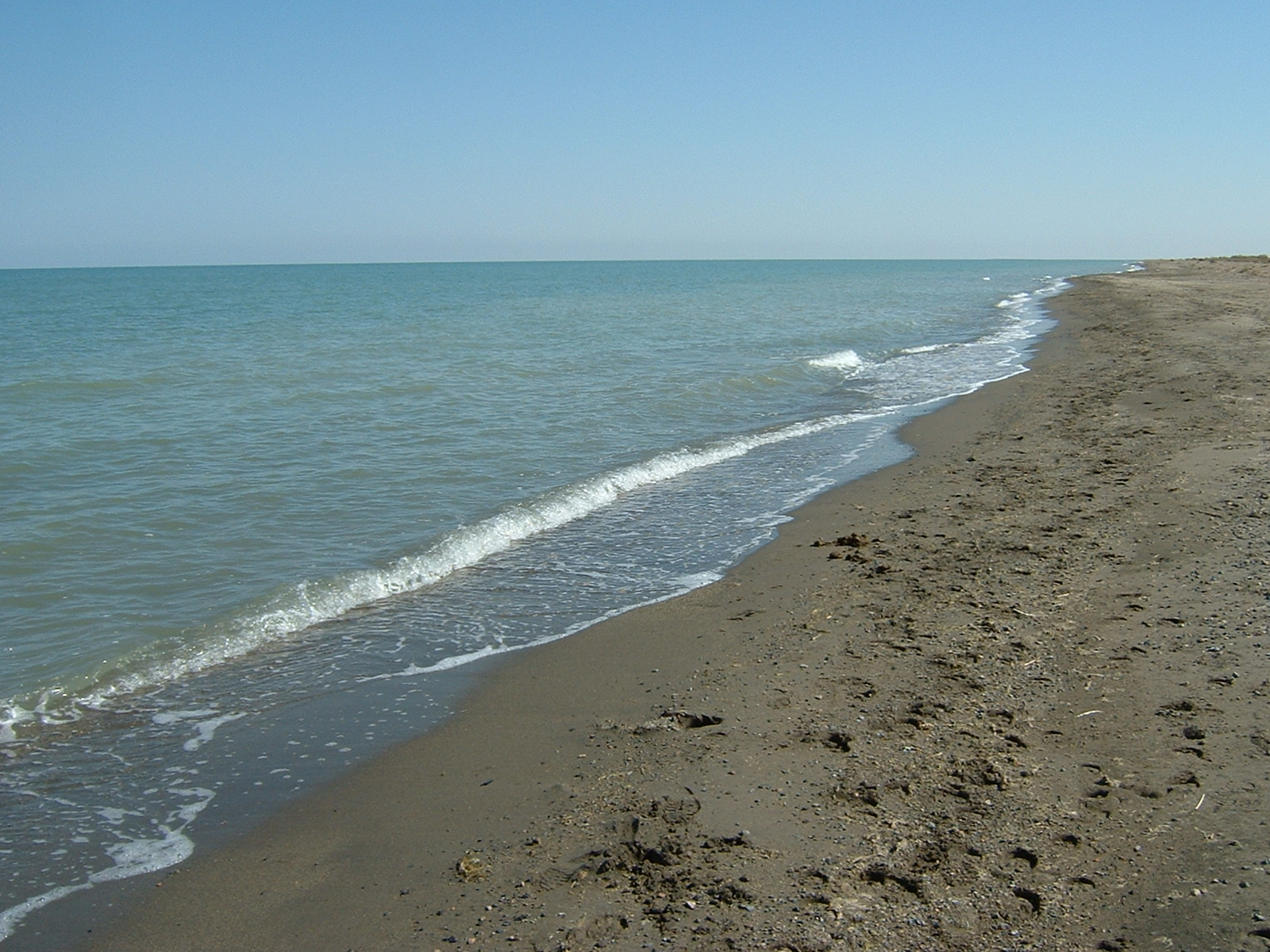

우브스호(Увс нуур)는 염도가 높은 몽골 내륙유역의 호수이며 일부는 러시아에 속해있다. 표면적으로 보면 몽골 최대의 호수이며 해발 759미터에 면적은 3,350 제곱킬로미터이다. 이 호수의 북동쪽 끝은 러시아 투바 공화국에 위치한다. 이 얕고 매우 염분이 높은 물은 수천년 전 많은 면적을 차지했던 바다의 나머지 부분이다.
우브스호의 길이는 84킬로미터이며 너비는 79킬로미터이며 평균 심도는 6미터이다. 2003년, 유네스코는 우브스호 유역을 자연세계유산으로 등재했다.